# Juan Francisco de Vidal
Juan Francisco de Vidal La Hoz (2 d'abril de 1800 - 23 de setembre de 1863) militar i polític peruà fill de Juan de Vidal i de Ventura de la Falç, va ocupar la presidència del Perú durant un breu període entre 1842 i 1843.